# Malechiw
Malechiw (ukrainisch Малехів; russisch Малехов Malechow, polnisch Malechów) ist ein Dorf im Zentrum der ukrainischen Oblast Lwiw mit etwa 3000 Einwohnern (2023).

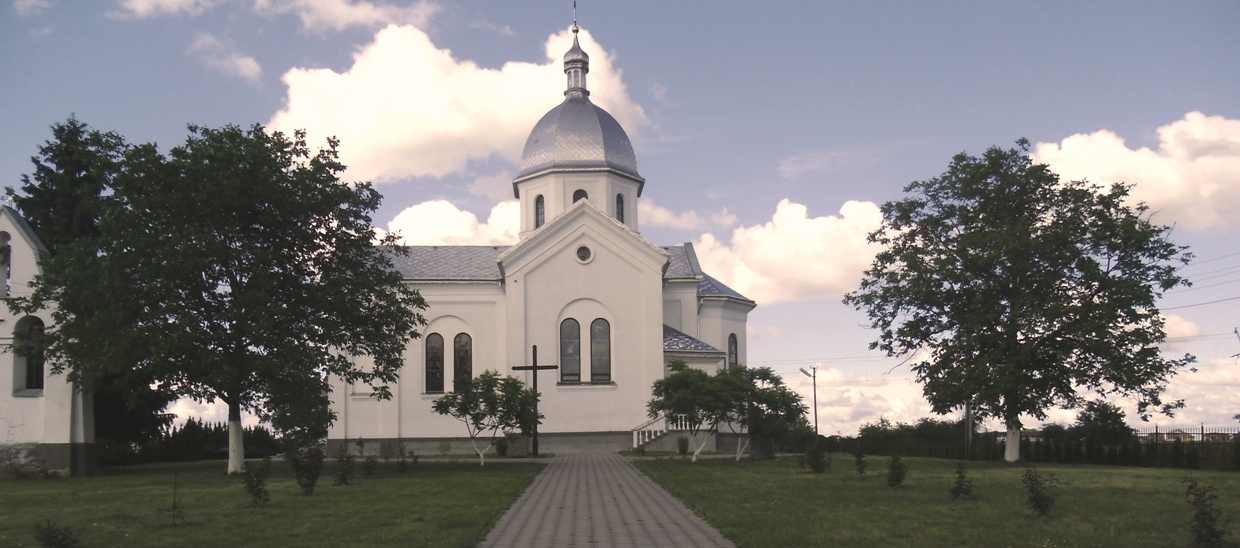
Kirche der hl. Jungfrau im Dorf

Am 12. Juni 2020 wurde das Dorf ein Teil der neu gegründeten Stadtgemeinde Lwiw im Rajon Lwiw, bis dahin war es die einzige Ortschaft der gleichnamigen Landratsgemeinde im Rajon Schowkwa.
Malechiw liegt an den Fernstraßen M 09 und M 06 02 im Nordosten der Stadt Lwiw 26 km südwestlich vom ehemaligen Rajonzentrum Schowkwa.

## Geschichte
Der Ort wurde 1377 zum ersten Mal als Malocham schriftlich erwähnt, und zwar später als Malechow (1392, 1443), Malochow (1469), Malechow (1484), Maliechow/Malechowo (1578) und so weiter. Der Name ist abgeleitet vom Vornamen des mutmaßlichen Urbesitzers Malech (< Małomir, mały – klein).
Er gehörte zunächst zum Lemberger Land in der Woiwodschaft Ruthenien der Adelsrepublik Polen-Litauen.
Im Jahre 1419 erhielten die römisch-katholischen Einwohner (also ohne Ruthenen) das Magdeburger Recht. Die römisch-katholische Pfarrei wurde im Jahre 1521 errichtet.
Bei der Ersten Teilung Polens kam das Dorf 1772 zum neuen Königreich Galizien und Lodomerien des habsburgischen Kaiserreichs (ab 1804). Im Jahre 1900 hatte die Gemeinde 133 Häuser mit 844 Einwohnern, davon 410 ruthenischsprachige, 384 polnischsprachige, 50 deutschsprachige, 490 griechisch-katholische, 293 römisch-katholische, 59 Juden, 2 anderen Glaubens.
Nach dem Ende des Polnisch-Ukrainischen Kriegs 1919 kam die Gemeinde zu Polen (in der Woiwodschaft Lwów, Powiat Lemberg, Gmina Malechów). Im Jahre 1921 hatte sie 164 Häuser mit 461 Einwohnern, davon 537 Polen, 434 Ruthenen, 1 Deutsche, 561 griechisch-katholische, 391 römisch-katholische, 1 evangelische, 19 Juden (Religion).
Im Zweiten Weltkrieg im September 1939 wurde es von der Sowjetunion und ab Mitte 1941 bis 1944 von Deutschland besetzt, welches das Dorf in den Distrikt Galizien eingliederte.
Nach dem Ende des Krieges wurde der Ort der Sowjetunion zugeschlagen, dort kam die er zur Ukrainischen SSR und ist seit 1991 ein Teil der unabhängigen Ukraine.